# Litzy
Litzy (Mexikóváros, Mexikó, 1982. október 27. –) mexikói színésznő, énekesnő.

## Élete és pályafutása
1982. október 27-én született Mexikóvárosban. 1995-ben kezdte művészi pályafutását a Jeans nevű zenekarban. 2007. májusában szakított a zenekarral. Egy évvel később megjelent első szólóalbuma Transparente címmel. Színészként 2000-ben debütált a DKDA: Sueños de juventud című sorozatban, amelyben Laura Martínezt alakította. Egészségügyi okokból azonban kiszállt a sorozatból és szerepét Andrea Torre vett át. 2001-ben a Telemundóhoz szerződött, ahol megkapta a Daniela című telenovella címszerepét. 2005-ben újabb főszerepet kapott a Telemundónál. Az Amarte así című telenovellában Margarita Lizarragát alakította Mauricio Ochmann partnereként. 2009-ben a Pecadora című sorozatban Luz María szerepét játszotta.

## Filmográfia
- Señora Acero (2014) - Aracely Paniagua
- Csoda Manhattanben (Una Maid en Manhattan) (2011-2012) - Marisa Luján Villa
- Quiéreme tonto (2010) - Julieta Dorelli
- Pecadora (2009) - Luz María Mendoza
- Amarte así (2005) - Margarita Lizarraga
- Daniela (2002) - Daniela Gamboa
- Carita de ángel (2000)
- DKDA: Sueños de juventud (1999-2000) - Laura Martínez

## Diszkográfia
- 1998: Transparente
- 2000: Más Transparente
- 2003: La Rosa